# رودخانه‌ای از میان آن می‌گذرد (فیلم)
رودخانه‌ای از میان آن می‌گذرد (رودخانه خاطرات) (به انگلیسی: A River Runs Through It) فیلمی درام به کارگردانی رابرت ردفورد در سال ۱۹۹۲ است. در این فیلم کریگ شفر، برد پیت، تام اسکریت، برندا بلتین و امیلی لوید به ایفای نقش پرداخته‌اند. این فیلم بر اساس رمان رودخانه‌ای از میان آن می‌گذرد (رودخانه خاطرات) اثر نورمن مک لین است که زندگینامه خودش را در سال ۱۹۷۶ به رشته تحریر درآورده است. فیلم نامه این فیلم توسط ریچارد فریدنبرگ نوشته شده‌است. فیلم در اطراف شهر میزولا در ایالت مونتانا آمریکا اتفاق می‌افتد و داستان دو پسر یک کشیش پرسبیترینیسم را روایت می‌کند، که یکی از آنها درس خوان و دیگری کودکی سرکش است. آنها در دوره زمانی روزهای سخت پس از جنگ جهانی اول تا رکود بزرگ در آمریکا که شامل ممنوعیت الکل در ایالات متحده آمریکا می‌شد در منطقه کوه‌های راکی بزرگ می‌شوند و به سن بلوغ می‌رسند.

این فیلم برنده جایزه اسکار بهترین فیلم‌برداری و نامزد جایزه اسکار در دو بخش بهترین موسیقی، بهترین موسیقی متن و بهترین فیلم‌نامه اقتباسی در سال ۱۹۹۳ شد. این فیلم ۴۳ میلیون دلار در داخل آمریکا فروش داشت.

## داستان فیلم
مونتانا، سال ۱۹۱۰، «نورمن» (کریگ شفر) و «پاول» (برد پیت)، پسران نوجوان خانم و آقای «مک لین» (برندا بلتین و تام اسکریت) بر طبق اصول و قوانین کلیسای پرسبیتری بزرگ شده‌اند. آنان ضمناً یادگرفته اند که عاشقانه، ماهیگیری با قلاب را دوست داشته باشند و در رودخانهٔ محلی، ماهی بگیرند. سال‌ها بعد نورمن، برادر بزرگتر ادبیات می‌خواند و پاول، روزنامه نگار می‌شود. با گذشت زمان بین دو برادر فاصله می‌افتد ولی عشق به ماهیگیری هر از گاهی آنان را به هم می‌رساند…

## بازیگران
- کریگ شفر در نقش نورمن مک لین
  - جوزف گوردون-لویت در نقش کودکی نورمن مک لین
  - آرنولد ریچاردسون در نقش پیری نورمن (اجرای صدای راوی فیلم توسط رابرت ردفورد)
- برد پیت در نقش پل مک لین
  - ون گرویج در نقش کودکی پل مک لین
- تام اسکریت در نقش جان مک لین
- برندا بلتین در نقش کلارا مک لین
- امیلی لوید در نقش جسی برنز
- ادی مک‌کلرگ در نقش آقای برنز
- استیون شیلین در نقش نیل برنز
- نیکول بردت در نقش مابل
- سوزان تیلور در نقش روهاید
- مایکل کادلیتز در نقش چاب
- راب کاکس در نقش کانروی
- باک سیموندس در نقش هامف